# Конрад Зорше
Фрідріх Адольф Конрад Зорше (нім. Friedrich Adolf Konrad Sorsche; 10 червня 1883, замок Штекель-Кауффунг, Кауффунг — 11 лютого 1971, Штутгарт) — німецький воєначальник, генерал-лейтенант вермахту.

## Біографія
Син орендатора Ойгена Зорше і його дружини Ліни, уродженої Жілле. 2 лютого 1902 року вступив в Прусську армію. Учасник Першої світової війни. Після демобілізації армії залишений в рейхсвері. З 10 листопада 1938 року — комендант укріплень і прикордонної комендатури Кюстріна. З 1 вересня 1939 року — командир 50-ї піхотної дивізії. Учасник Польської і Французької кампаній. 25 жовтня 1940 року відправлений в резерв ОКГ.  З 1 березня 1941 року — командир інспекції поповнення в Лігніці. 31 січня 1945 року звільнений у відставку. В квітні був взятий в полон американськими військами. 17 грудня 1946 року звільнений.

## Звання
- Фенріх (2 лютого 1902)
- Лейтенант (27 січня 1903; патент від 22 червня 1901)
- Оберлейтенант (16 червня 1910)
- Гауптман (8 жовтня 1914)
- Майор (1 лютого 1924)
- Оберстлейтенант (1 червня 1929)
- Оберст (1 квітня 1932)
- Генерал-майор (1 грудня 1934)
- Генерал-лейтенант запасу (1 квітня 1937)
- Генерал-лейтенант (1 березня 1938)

## Нагороди
- Орден Корони (Пруссія) 4-го класу з мечами
- Залізний хрест 2-го і 1-го класу
- Орден Церінгенського лева, лицарський хрест 2-го класу з дубовим листям і мечами
- Нагрудний знак «За поранення» в чорному
- Почесний хрест ветерана війни з мечами
- Медаль «За вислугу років у Вермахті» 4-го, 3-го, 2-го і 1-го класу (25 років)
- Застібка до Залізного хреста
  - 2-го класу (16 вересня 1939)
  - 1-го класу (5 жовтня 1939)
- Медаль «За Атлантичний вал» (31 травня 1940)
- Хрест Воєнних заслуг 2-го класу з мечами (30 січня 1944)